# Batalla de Inab
La batalla de Inab, también llamada batalla de Ard al-Hâtim o Fons Muratus, se libró el 29 de junio de 1149, durante la Segunda cruzada. El ejército zenguí del atabeg Nur ad-Din Zangi destruyó al combinado del príncipe Raimundo de Poitiers y al de los «asesinos» de Ali ibn-Wafa. La victoria zenguí permitió el posterior saqueo del Principado de Antioquía y la conquista de la parte oriental de este.

## Antecedentes
Raimundo de Poitiers invadió la vulnerable provincia de Alepo (parte del Imperio selyúcida) tras la muerte del padre de Nur ad-Din, Zengi, en 1146; el imperio estaba amenazado por potencias hostiles en todas sus fronteras. Nur ad-Din se apoderó de Alepo y defendió Edesa en 1147, y seguidamente invadió Antioquía a fines de 1148 y sitió Apamea. Raimundo lo batió y se apoderó de su bagaje. Nur ad-Din regresó a los pocos meses para atacar Yaghra, pero Raimundo, al frente de un pequeño contingente, lo obligó a retirarse a Alepo.
Nur ad-Din invadió nuevamente Antioquía en junio del 1149; sitió la fortaleza de Inab, con la ayuda de Unur de Damasco y una hueste de turcomanos. Contaba en total con unos seis mil hombres, en su mayoría jinetes. Raimundo y su vecino cristiano, el conde Joscelino II de Edesa, habían sido enemigos desde que el primero se negó a enviar un ejército para socorrer a la sitiada Edesa en 1146. Joscelino incluso se coligó con Nur ad-Din contra él. Por su parte, Raimundo II de Trípoli y la regente Melisenda de Jerusalén se negaron a auxiliar al príncipe de Antioquía. Sintiéndose confiado porque había derrotado dos veces a Nur ad-Din anteriormente, el príncipe se lanzó contra él con un ejército de cuatrocientos caballeros y mil peones.

## Batalla
El príncipe Raimundo se alió a Ali ibn-Wafa, jefe de los Asesinos y enemigo de Nur ad-Din. Ambos decidieron avanzar antes de haber reunido todas las fuerzas disponibles, con el fin de socorrer la plaza cercada. Nur ad-Din estaba asombrado por la debilidad del ejército enemigo, por lo al comienzo creyó que el enemigo lo acometía únicamente con la vanguardia y que el ejército franco principal debía estar al acecho cerca. Al acercarse la fuerza combinada, Nur ad-Din levantó el sitio de Inab y se retiró. En lugar de permanecer cerca de la fortaleza, Raimundo e ibn-Wafa plantaron el real en campo abierto. Los exploradores de Nur ad-Din descubrieron esto y notaron tanto lo expuesto que se hallaba el adversario como que no recibía refuerzos, por lo que el atabeg se apresuró a rodear el campamento enemigo durante la noche.
El 29 de junio, Nur ad-Din atacó y destruyó al ejército de Antioquía. El príncipe de Antioquía podía haber escapado, pero se negó a abandonar a sus soldados. Era un hombre de «inmensa estatura» y se defendió «derribando a todos los que se le aproximaban». Sin embargo, tanto él como Ibn-Wafa perecieron en la lid, junto con Reinaldo de Marash. Algunos francos escaparon del desastre. Gran parte del territorio de Antioquía quedó inerme ante el ejército vencedor, que tuvo el camino expedito para alcanzar el Mediterráneo. Nur ad-Din cabalgó hasta la costa y se bañó en el mar para simbolizar la conquista de la región.
El historiador Guillermo de Tiro, contemporáneo del acontecimiento, culpó de la derrota de los antioqueños a la temeridad de Raimundo. Un historiador moderno afirma que la derrota de los cruzados en Inab fue «tan desastrosa como la de los Ager sanguinis» de la generación anterior. Otro considera, por el contrario, que «no fue decisiva y no debe entenderse como perteneciente al ámbito de la Segunda Cruzada».

## Consecuencias

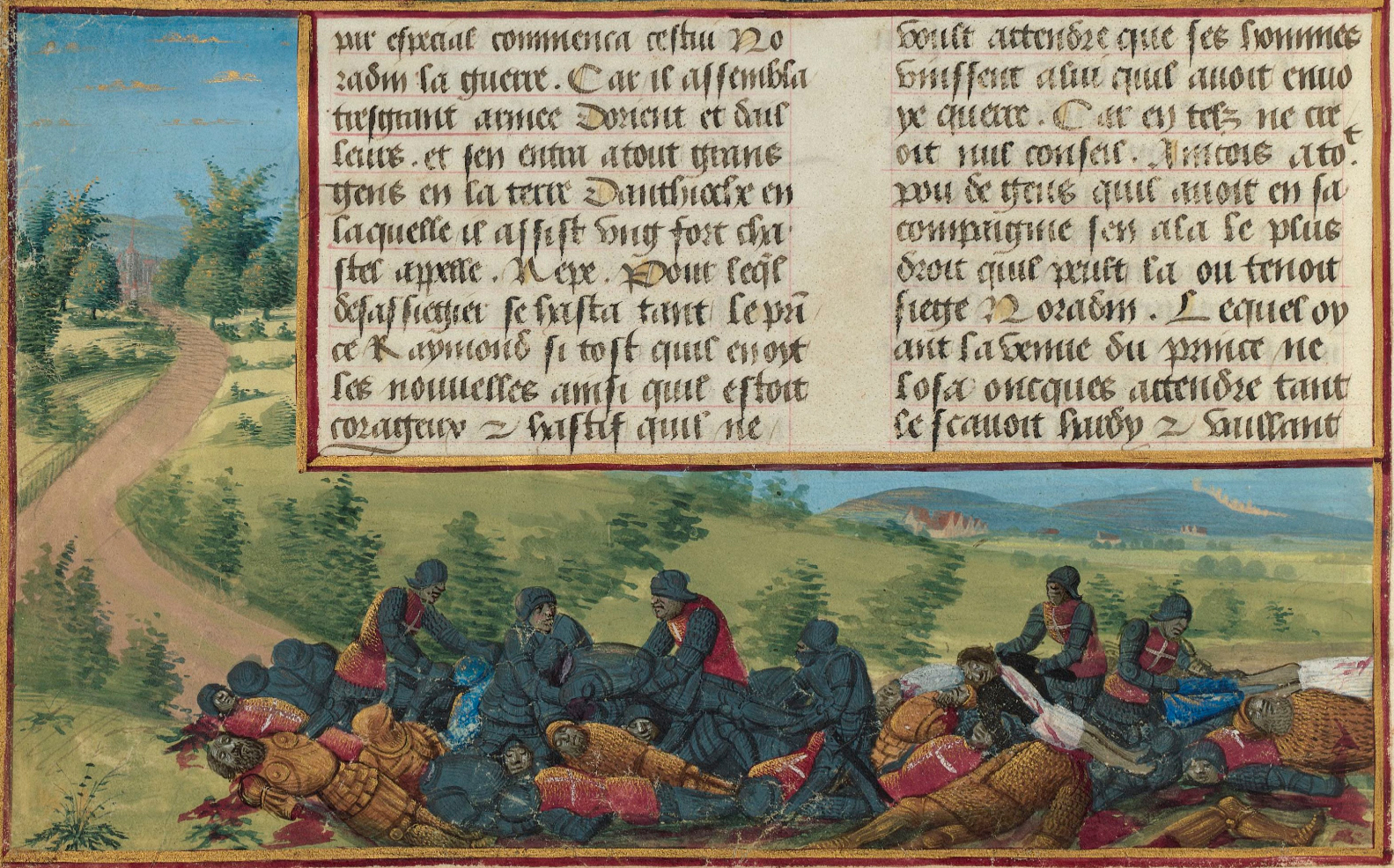
Recuperación del cadáver de Raimundo después de la batalla

Después de la victoria, Nur ad-Din pasó a expugnar las fortalezas de Artah, Harim e 'Imm, que defendían el acceso a la propia Antioquía. Harim no se recuperó hasta 1157, luego se perdió definitivamente en 1164. El emir despachó al grueso de su ejército a sitiar Apamea. Después de saquear la región, sitió Antioquía, que estaba casi indefensa tras la pérdida de su príncipe y del ejército. La ciudad se dividió entre los partidarios de la rendición y los que propugnaban la resistencia. Los primeros tenían por caudillo a la viuda de Raimundo, Constanza, y al patriarca, Aimery de Limoges, y se impusieron: se pagó un rescate a Nur ad-Din para que abandonase el cerco de la ciudad; parte del dinero provino del tesoro del patriarca. El emir dejó un contingente pequeño para evitar que la ciudad recibiese refuerzos y se encaminó al mar para bañarse en él en señal de victoria. Saqueó las tierras del monasterio de San Simeón y luego se reunió con sus huestes para apoderarse de Apamea.
Al recibir la noticia de que el rey Balduino III de Jerusalén marchaba hacia el norte con algunos templarios para socorrer la plaza, Nur ad-Din entabló negociaciones, en las que se acordó una nueva frontera entre Antioquía y Alepo que le fue favorable; el pacto permitió que los ejércitos regresaran a casa. La derrota y muerte de Raimundo dejaron las tierras de Joscelino en peligro extremo. Este fue apresado al poco por Nur ad-Din (1150) y los latinos abandonaron lo que quedaba de su condado de Edesa.
La victoria de Inab hizo de Nur ad-Din un héroe en todo el mundo islámico. Su objetivo siguiente fue la destrucción de los estados cruzados y el fortalecimiento del islam mediante la yihad; ya había construido escuelas religiosas y nuevas mezquitas en Alepo, y expulsado de su territorio a los que consideraba herejes, especialmente a los chiitas. La presencia de los estados cruzados cristianos alentó la yihad, pues servía como justificación al mantenimiento constante del estado de guerra. Nur ad-Din conquistó luego los restos del condado de Edesa y se adueñó de Damasco en 1154, lo que debilitó aún más a los estados cruzados.[cita requerida]